# Émile Level
Pour les articles homonymes, voir Level.
Émile Honoré François Level (4 mars 1839 à Paris - 16 mars 1905 dans le 17e arrondissement de Paris) est un ingénieur, industriel et homme politique français, ancien maire du 17e arrondissement de Paris.

## Biographie
D'un père avocat et conseiller à la cour impériale de Martinique, Émile Level est le neveu de Jules Level et de l'abbé Nestor Level, ainsi que l'oncle d'André Level et le grand-oncle de Philippe Livry-Level. Diplômé de l'École centrale des arts et manufactures (promotion 1860), Émile Level entre comme ingénieur au service de la construction de la Compagnie d'Orléans durant trois ans.
Il est directeur de la Société générale des chemins de fer économiques en 1903 et de la Compagnie du chemin de fer de Vélu-Bertincourt à Saint-Quentin, président de la Compagnie des chemins de fer de Picardie et des Flandres, vice-président de la Compagnie des chemins de fer Bône-Guelma et administrateur du Chemin de fer d'Anvin à Calais, de la ligne de Boisleux à Marquion, etc.
Il a été membre du Comité consultatif des chemins de fer, du Comité de l'exploitation technique des chemins de fer et président du Comité de rédaction de la Revue générale des chemins de fer.

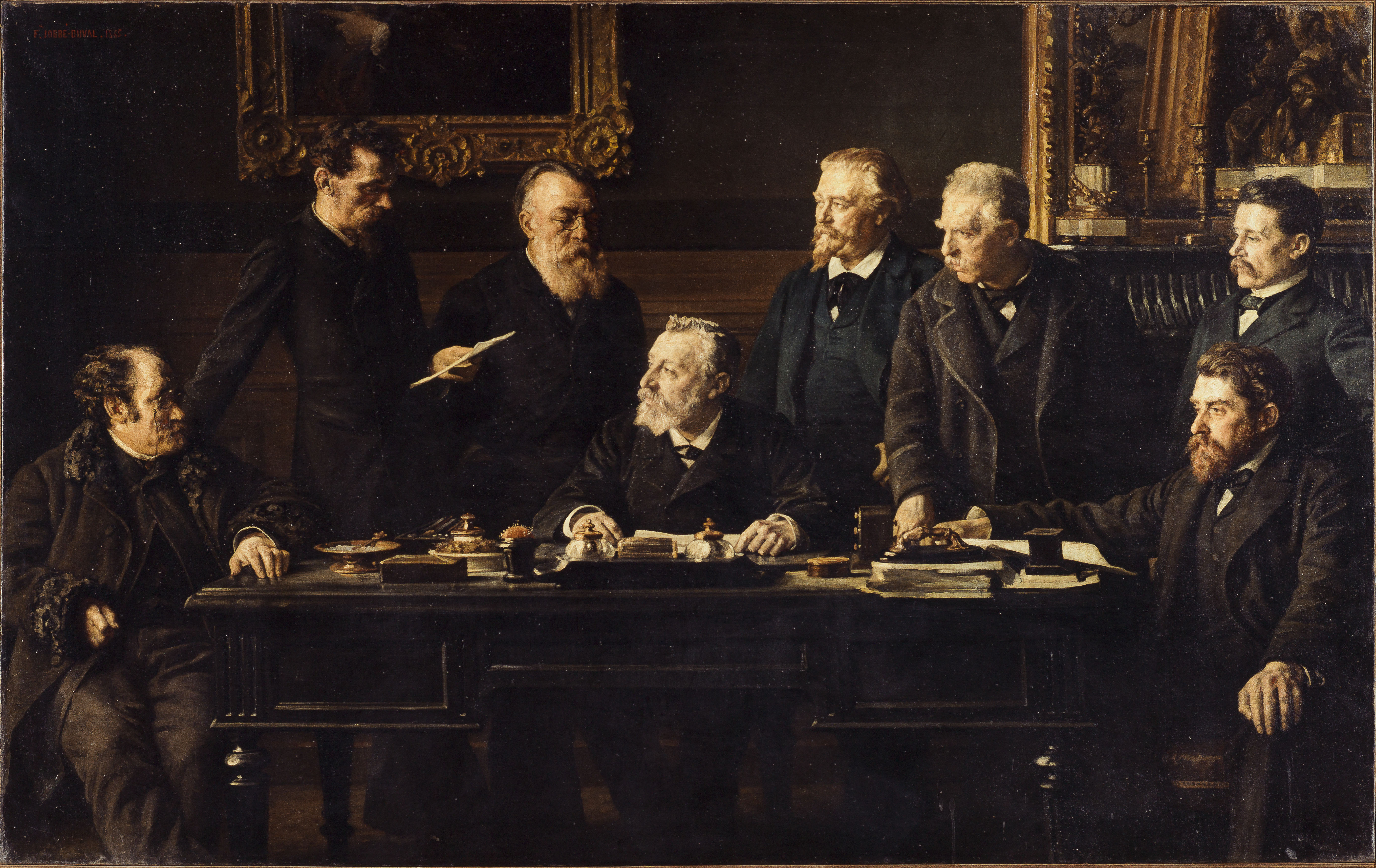
Le bureau du Conseil Municipal, en juillet 1883, peint par Jobbé-Duval (musée Carnavalet).

Conseiller municipal de Paris et conseiller général de la Seine de 1874 à 1884, il est maire du 17e arrondissement de Paris de 1892 à 1901.
Il épousa Mélanie Baud, fille de l'avocat Henri Baud et petite-fille d'Isaac Rodrigues-Henriques. Leur fille Suzanne épousa le bâtonnier Henri-Robert.
Il a donné son nom à la rue Émile-Level et au square Boulay-Level (rebaptisé depuis square Ernest-Goüin) dans le quartier des Épinettes (17e arrondissement). A Montmorency (Val d'Oise) une rue Emile Level est connectée à la gare aujourd'hui disparue du train le Refoulon.

## Publications
- Eisenbahn von Enghien nach Montmorency, 1872.
- Les Chemins de fer devant le Parlement : les grands classements, construction des lignes classées, l'état et l'industrie privée, 1880.
- Le Chemin de fer de Calais à Marseille, 1881.
- Les Chemins de fer et le budget, 1883.

### Source
- Nobuhito Nagaï, Les Conseillers municipaux de Paris sous la IIIe République 1871-1914, 2002.